# Rewena
Rewena ist eine Apfelsorte.

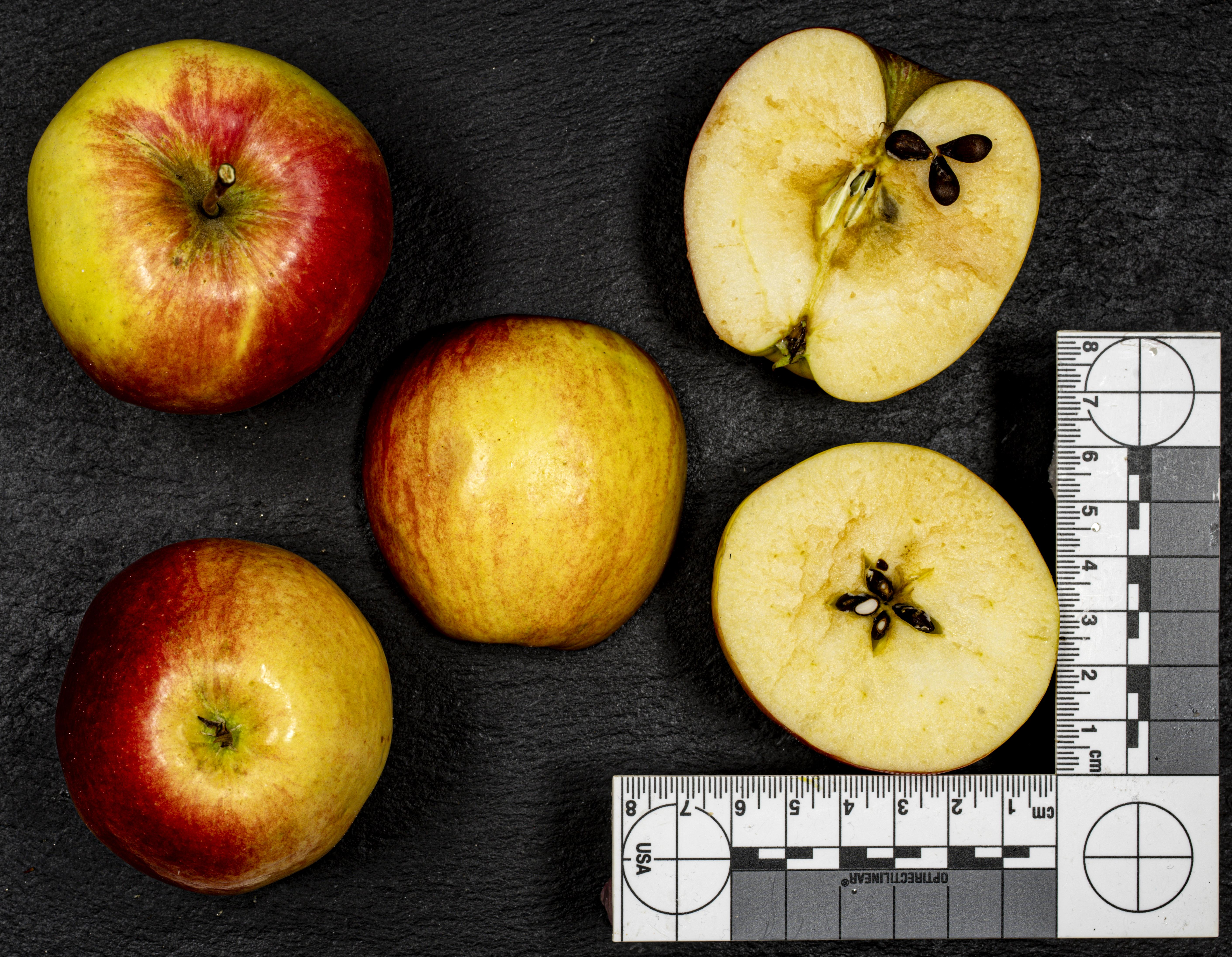
Querschnitte durch die Frucht

Die Neuzüchtung Rewena entstand durch Kreuzung der Sorte 'Clivia' und einem Zuchtklon im Institut für Obstforschung Dresden-Pillnitz. Sortenschutz besteht seit 1994.
Rewena ist eine Spätherbstsorte, deren Früchte Ende September bis Anfang Oktober reifen. Lagerfähig sind die Früchte bis Februar. Die Früchte sind mittelgroß, hochgebaut und mittelbauchig. Die Grundfarbe der Schale ist grüngelb, die Deckfarbe ist ein kräftiges Dunkelrot. Im Geschmack ist der Apfel säuerlich mit geringem Aroma. Das Fruchtfleisch ist grobzellig, weiß und saftig. Rewena eignet sich insbesondere zur Saftherstellung und ist auch für Streuobstwiesen geeignet.
Der Baum ist wenig empfindlich gegen Frost in der Blütezeit und resistent gegen Apfelschorf, Bakterienbrand und Feuerbrand. Er hat eine geringe Anfälligkeit für Mehltau und Stippe, und neigt nicht zu Alternanz. Rewena liefert meist hohe Erträge.